# Малая Кужелевка
Малая Кужелевка (укр. Мала Кужелівка) — село в Дунаевецком районе Хмельницкой области Украины.
Население по переписи 2001 года составляло 285 человек. Почтовый индекс — 32437. Телефонный код — 3858. Занимает площадь 1,892 км². Код КОАТУУ — 6821885301.

## Местный совет
32427, Хмельницкая обл., Дунаевецкий р-н, с. Малая Кужелевка, ул. Подольская, 37